# Berroko erreka
 (avril 2014).
 (avril 2014).
Si vous disposez d'ouvrages ou d'articles de référence ou si vous connaissez des sites web de qualité traitant du thème abordé ici, merci de compléter l'article en donnant les références utiles à sa vérifiabilité et en les liant à la section « Notes et références ».

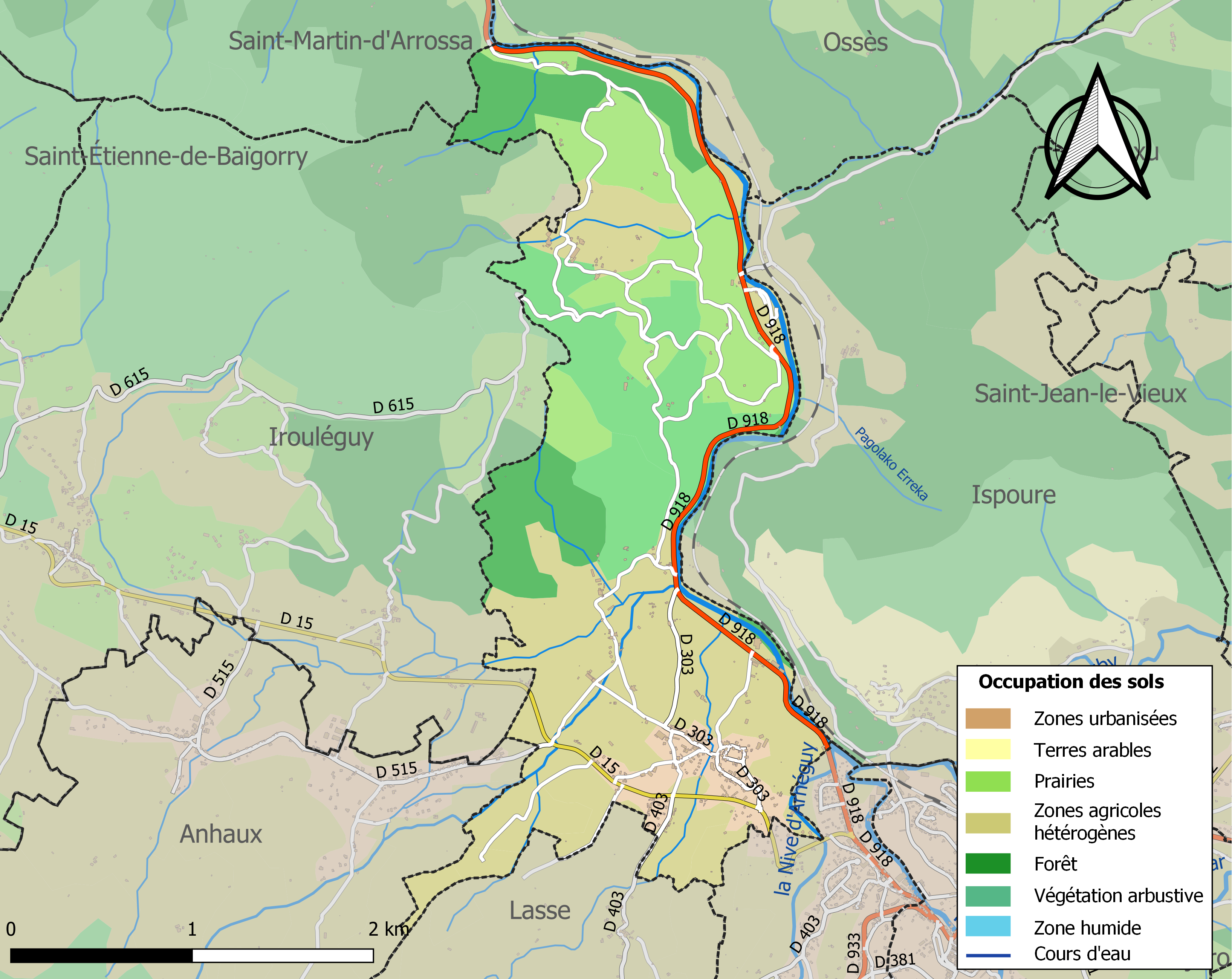
La Nive près de Ascarat

Le Berroko erreka (également dénommé Berrhoa ou Haranbeko erreka) est un affluent gauche de la Nive à Ascarat en Basse-Navarre au Pays basque français (Pyrénées-Atlantiques).

## Géographie
Le Berroko erreka naît au nord d'Irouléguy. Il rejoint la Nive à hauteur du camping Narbaitz à Ascarat.

### Communes traversées
Le ruisseau traverse les communes d’Anhaux, Irouléguy et Ascarat.

### Principaux affluents
Abréviations : (G) ou (rg) Affluent rive gauche ; (D) ou (rd) Affluent rive droite ; (CP) Cours principal, signale le nom donné à une partie du cours d'eau prise en compte dans le calcul de sa longueur.
- (D) Aparraineko erreka, de l'Artzainharria (971 m) à Anhaux
- (G) Latxiko erreka, du Jarra
- (D) Zuharreka erreka, du Munhoa (1 021 m)
  - (D) Lasamendiko erreka